# Tiempo (Album)
Tiempo (deutsch: Zeit) ist das zweite und wohl erfolgreichste Musikalbum der Band Erreway, das 2003 erschien. Es beinhaltet, wie Señales, zwölf Songs der Serie Rebelde Way.

## Produktion
Die Songs des Albums wurden von Maria Cristina DeGiacomi, Silvio Furmanski und Carlos Nilson produziert.

## Coverdesign
Das Album zeigt, wie die Alben Memoria und Señales die Gesichter der Band auf grünem Hintergrund (die Re-Release-CD von 2006). Die CD von 2003 hat einen blauen Hintergrund. Auf dem Album ist auch das Logo der Serie Rebelde Way (Eine Raute mit einem nach links abgeknickten Pfeil [schwarze Farbe] im gelben Hintergrund). Das Backcover des Albums zeigt die Sänger als 3D-Animationen.

## Stilrichtungen
Wie im Album Señales sind die Stilrichtungen der jeweiligen Songs verschieden. Im Song Para Cosas Buenas vereinigen sich Stilrichtungen des Hip-Hop, Electro und der Rockmusik. Im Song Tiempo sind Elemente der Rockmusik enthalten und der Song Dije Adiós (deutsch: Ich sagte auf Wiedersehen) weist  Merkmale der modernen Popmusik auf.

## Trackliste
1. Tiempo
2. Será De Dios
3. Para Cosas Buenas
4. Dije Adiós
5. Me Da Igual
6. Que
7. No Estés Seguro
8. No Se Puede Mas
9. Te Soñe
10. Inventos
11. Vas A Salvarte
12. Vamos Al Ruedo